# Barranca Bejuco
Barranca Bejuco är en ort i Mexiko.   Den ligger i kommunen Acatepec och delstaten Guerrero, i den södra delen av landet, 260 km söder om huvudstaden Mexico City. Barranca Bejuco ligger 1 117 meter över havet och antalet invånare är 214.
Terrängen runt Barranca Bejuco är kuperad. Runt Barranca Bejuco är det ganska tätbefolkat, med 56 invånare per kvadratkilometer. Närmaste större samhälle är Ciénega del Sauce, 6,3 km söder om Barranca Bejuco. I omgivningarna runt Barranca Bejuco växer huvudsakligen savannskog.